# Manuel Lujan, Jr.
Manuel Lujan, Jr. (San Ildefonso Pueblo, 12 maggio 1928 – Albuquerque, 26 aprile 2019) è stato un politico statunitense, segretario degli Interni sotto la presidenza Bush Sr. dal 1989 al 1993 e in precedenza membro della Camera dei Rappresentanti per lo stato del Nuovo Messico dal 1969 al 1989.

## Biografia
Nato e cresciuto nel Nuovo Messico, Lujan, figlio di un politico locale, seguì le orme paterne dopo gli studi e si dedicò alla politica con il Partito Repubblicano.
Dopo alcuni insuccessi elettorali, nel 1968 riuscì a farsi eleggere deputato alla Camera dei Rappresentanti sconfiggendo il democratico Thomas G. Morris, che aveva occupato fino ad allora uno dei due seggi at-large. Lujan venne riconfermato dagli elettori per i successivi venti anni, portando a termine un totale di dieci mandati.
Nel 1989 infatti Lujan lasciò il seggio al Congresso per entrare a far parte del governo Bush come Segretario degli Interni. Lujan mantenne l'incarico fino al termine dell'amministrazione, poi lasciò la politica attiva per intraprendere la professione di lobbista.
La nipote di Manuel Lujan, Michelle Lujan Grisham, nel 2013 venne eletta deputata con il Partito Democratico occupando lo stesso seggio che molti anni prima aveva occupato suo zio. Inoltre Lujan è imparentato con Ben R. Luján, anche lui deputato per il Nuovo Messico.